# 福岡市立高宮小学校
福岡市立高宮小学校（ふくおかしりつ たかみやしょうがっこう）は、福岡県福岡市中央区白金二丁目にある公立小学校。

## 校勢
2016年5月1日現在
- 学級数 - 単式学級14学級、特別支援学級2学級
- 児童数 - 394人（うち特別支援学級11人）

## 歴史
- 明治7年（1874年） - 開校
- 昭和16年（1941年） - 高宮国民学校に改称
- 昭和18年（1943年） - 一部児童を平尾国民学校に分離
- 昭和22年（1947年） - 福岡市立高宮小学校に改称
- 昭和24年（1949年） - 玉川分校設置
- 昭和25年（1950年） - 福岡市立玉川小学校を分離
- 昭和27年（1952年） - 福岡市立西高宮小学校を分離
- 昭和30年（1955年） - 福岡市立大楠小学校を分離

## 通学区域
中央区の以下の地区。
- 白金1,2丁目（全丁目）
- 大宮1,2丁目（全丁目）
- 清川2,3丁目のそれぞれ一部
- 那の川2丁目（中央区部）
- 高砂1丁目の一部,2丁目

中央区南東部の那珂川、西鉄天神大牟田線、住吉通り、中央区・南区区境に囲まれた一帯。校区の南端部を百年橋通り（県道桧原比恵線）、中央を日赤通りが通る。那珂川左岸の清川や福岡市中心部に近い住吉通り沿いには店舗や雑居ビルが多い。そのほかの地域は大通り沿いを除き住宅地。学校は西鉄天神大牟田線平尾駅の北側約600mの場所に位置する。
中学校は高宮中学校校区。

### 校区が隣接する小学校
- 福岡市立平尾小学校
- 福岡市立警固小学校
- 福岡市立春吉小学校
- 福岡市立住吉小中学校
- 福岡市立大楠小学校
- 福岡市立西高宮小学校

### 校区内の主な施設
- 西鉄天神大牟田線・福岡市地下鉄七隈線 薬院駅
- しろがね幼稚園
- 福岡放送本社

## 校歌
- 作詞：西條八十
- 作曲：古関裕而